# Xàtiva (kommunhuvudort)
Xàtiva är en kommunhuvudort i Spanien. Den ligger i provinsen Província de València och regionen Valencia, i den östra delen av landet, 300 km sydost om huvudstaden Madrid. Xàtiva ligger 108 meter över havet och antalet invånare är 29 386.
Terrängen runt Xàtiva är kuperad västerut, men österut är den platt. Runt Xàtiva är det ganska tätbefolkat, med 139 invånare per kvadratkilometer. Närmaste större samhälle är Alzira, 19,2 km norr om Xàtiva. 